# Nesselbach (Aisch)
Der Nesselbach ist ein etwa neun Kilometer langer, ostwärts fließender Bach im Landkreis Neustadt an der Aisch-Bad Windsheim in Bayern, der beim Gemeindeteil Schauerheim der Kreisstadt Neustadt an der Aisch von links und Nordwesten in die mittlere Aisch mündet.

## Geographie

### Verlauf
Der Bach entsteht beim Rehhof von Bad Windsheim am Ausfluss eines ersten kleinen Vorteichs und durchfließt kurz nacheinander einen zweiten sowie einen etwa 1,5 ha großen Weiher. Er läuft in einem nur schwach nach links ausholenden Bogen insgesamt etwa ostwärts. Nachdem er das Windsheimer Stadtgebiet verlassen und einen unbesiedelten Südostzipfel der Deutenheimer Teilortsgemarkung von Markt Sugenheim durchquert hat, verläuft er bis zur Mündung ständig im Stadtgebiet von Neustadt an der Aisch. Als nächsten Ort passiert er das Dorf Obernesselbach dicht an der nördlichen Bebauungsgrenze, danach wechselt die ihn vorher rechts begleitende Talstraße Kreisstraße NEA 6 auf die andere Seite. Kurz darauf kreuzt er die talquerende NEA 26 und berührt dabei südlich das Neustädter Pfarrdorf Unternesselbach, weiter abwärts das kleine Dorf Hasenlohe am rechten Ufer. Am Südwestrand von Schauerheim mündet er von links in die mittlere Aisch.
Der Nesselbach verläuft auf ganzer Länge in einer recht flachen Mulde durch offene Flur, oft reichen Acker bis ans Ufer heran. Der fast mäanderlose Graben hat über lange Strecken keinerlei Staudenbewuchs am Ufer. Auf den 9,2 Kilometern seines Laufes hat er ein absolutes Gesamtgefälle von etwa 65 Höhenmetern und damit ein mittleres Sohlgefälle von etwa 7 ‰.

### Zuflüsse
Die Zuflüsse von der Quelle bis zur Mündung sind (Länge nach dem BayernAtlas. Andere Quellen für die Angaben sind vermerkt):
- Seegraben, von links und Westen nach Durchqueren des Sugenheimer Gemeindegebietszipfels westlich von Obernesselbach, ca. 3,0 km.
Dieser längere und auch merklich höher auf 382 m ü. NHN[BA 1] entspringende erste linke Zufluss hat auch ein etwas größeres Teileinzugsgebiet als der Oberlauf des Nesselbachs und ist hydrologisch als Hauptoberlauf anzusehen.
- Kreutbach, von links und Westnordwesten gegenüber von Obernesselbach, ca. 2,9 km
- Schachengraben, von rechts und Westen wenig nach Obernesselbach, ca. 2,1 km
- Rinnbach, von rechts und Westen vor dem Südrand Unternesselbachs, ca. 1,5 km
- Lindengraben, von links und Westnordwesten auf 302 m ü. NHN[BA 5] nach der Kläranlage von Obernesselbach, ca. 0,9 km. Auengraben
- Findelklingengraben, von rechts und Westsüdwesten kurz vor Hasenlohe, ca. 1,2 km